# El Quer (Cercs)
El Quer és una masia del municipi de Cercs (Berguedà) inclosa en l'Inventari del Patrimoni Arquitectònic de Catalunya.

## Descripció
És un edifici de planta baixa, dos pisos i sotateulada. Edificat en alçada, presenta una façana principal orientada a llevant que és una ampliació del cos central primitiu. Aquesta façana és formada per un doble nivell de galeria oberta amb arcades de mig punt fetes amb maó vist. La distribució de les obertures és regular en el pla de façana de les bandes de llevant i migdia. Teulada a doble pendent amb carener perpendicular a la façana principal. Carreus treballats i de mida mitjana, units de forma irregular amb morter a la major part de la construcció. La façana ampliada és amb aparell de carreus treballats. Les obertures estan emmarcades amb llindes de pedra polida. Té elements de forja a les baranes dels balcons i galeries.

## Història
La nova casa d'El Quer, tot i tenir restes properes més antigues està construïda a començaments del present segle xx. En l'actualitat s'utilitza com a casa de segona residència i es troba en procés d'agençament.